# Chirita gemella
Chirita gemella är en tvåhjärtbladig växtart som beskrevs av D. Wood. Chirita gemella ingår i släktet Chirita och familjen Gesneriaceae. Inga underarter finns listade i Catalogue of Life.